# Ward-Gletscher (Grahamland)
Der Ward-Gletscher ist ein Gletscher an der Loubet-Küste des Grahamlands im Norden der Antarktischen Halbinsel. Auf der Arrowsmith-Halbinsel fließt er in südwestlicher Richtung zum Vallot-Gletscher.
Das UK Antarctic Place-Names Committee benannte ihn 1960 nach dem britischen Geotechniker William Hallam Ward (1917–1996), der an den Expeditionen des kanadischen Arctic Institute of North America zur Baffininsel in den Jahren 1950 und 1953 teilgenommen sowie von 1959 bis 1971 als Sekretär der International Commission of Snow and Ice fungiert hatte, aus der 2007 die International Association of Cryospheric Sciences (IACS) hervorging.